# Guidel
 Guidel  (en bretón Gwidel) es una población y comuna francesa, situada en la región de Bretaña, departamento de Morbihan, en el distrito de Lorient y cantón de Pont-Scorff.

## Demografía
| 3409 | 3367 | 4163 | 6071 | 8241 | 9156 |
| Para los censos de 1962 a 1999 la población legal corresponde a la población sin duplicidades (Fuente: INSEE [Consultar]) |      |      |      |      |      |